# Aleksandr Smoljar
Aleksandr Aleksandrovitsj Smoljar (Russisch: Александр Александрович Смоляр) (Joezjno-Sachalinsk, 19 juli 2001) is een Russisch autocoureur.

## Carrière
Smoljar begon zijn autosportcarrìère in het karting in 2012 waarin hij tot 2016 uitkwam. Zijn laatste seizoen was zijn meest succesvolle, met overwinningen in de OK-klasse van zowel de WSK Night Edition als de Trofeo Andrea Margutti en een aantal podiumklasseringen in andere kampioenschappen.
In 2017 stapte Smoljar over naar het formuleracing, waarin hij zijn Formule 4-debuut maakte in zowel het SMP- als het Spaanse Formule 4-kampioenschap bij SMP Racing. In het SMP-kampioenschap stond hij elf keer op het podium, maar behaalde hij geen overwinningen. Toch werd hij achter Christian Lundgaard en Bent Viscaal derde in het klassement met 217 punten. In het Spaanse kampioenschap behaalde hij in totaal zeven overwinningen op het Circuito de Navarra (tweemaal), het Circuit de Barcelona-Catalunya, het Circuito Permanente de Jerez (driemaal) en het Circuit Paul Armagnac. Vanwege een dubbele diskwalificatie op Navarra en een aantal andere nulscores kwam hij ook hier niet verder dan de derde plaats in het kampioenschap achter Lundgaard en Viscaal met 263 punten.
In 2018 stapte Smoljar over naar de Eurocup Formule Renault 2.0, waarin hij voor Tech 1 Racing uitkwam. Hij kende een redelijk debuutseizoen met een vierde plaats op het Autodromo Nazionale Monza als hoogtepunt. Met 57 punten eindigde hij als twaalfde in het kampioenschap. Als onderdeel van dit programma reed hij ook een aantal races als gastcoureur in de Formule Renault 2.0 NEC, waarin een vijfde plaats op de Nürburgring zijn beste klassering was.
In 2019 reed Smoljar een tweede seizoen in de Eurocup Formule Renault 2.0, maar stapte hierbinnen over naar het team R-ace GP. Hij boekte dit jaar meer successen met drie overwinningen op Monza, het Circuit de Monaco en de Hockenheimring. Met zeven andere podiumfinishes gedurende het seizoen werd hij achter Oscar Piastri en Victor Martins derde in de eindstand met 255 punten.
In 2020 stapte Smoljar over naar het FIA Formule 3-kampioenschap, waarin hij uitkwam voor ART Grand Prix. Hij won oorspronkelijk zijn eerste race op Silverstone, maar na afloop ontving hij een tijdstraf omdat hij zijn positie te heftig verdedigde en viel zo terug naar de zesde plaats. Op het Autodromo Nazionale Monza behaalde hij alsnog zijn eerste podiumfinish. Met 59 punten werd hij elfde in het klassement.
In 2021 bleef Smoljar actief in de FIA Formule 3 bij ART. Hij kende een sterke start van het jaar met overwinningen op het Circuit de Barcelona-Catalunya en het Circuit Paul Ricard, maar in de rest van het jaar stond hij enkel op het Circuit Spa-Francorchamps en het Circuit Zandvoort op het podium. Met 107 punten werd hij zesde in het kampioenschap.
In 2022 reed Smoljar een derde seizoen in de FIA Formule 3, waarin hij overstapte naar MP Motorsport. Hij moest uitkomen onder een neutrale vlag als gevolg van de internationale sancties tegen Rusland tijdens de Russisch-Oekraïense oorlog. Om deze redenen moest hij ook het weekend op Silverstone missen, aangezien hij geen visum kon verkrijgen. Gedurende het seizoen behaalde hij twee pole positions op de Hungaroring en Monza; hij won de eerstgenoemde race. Hiernaast behaalde hij nog twee podiumplaatsen. Met 76 punten werd hij tiende in de eindstand.